# Шперль, Милан
Милан Шперль ([ˈmɪlan ˈʃpɛrl̩]; род. 26 февраля 1980, Карловы Вары) — чешский лыжник, призёр чемпионатов мира. Специалист дистанционных гонок.

## Карьера
В Кубке мира Шперль дебютировал в 2000 году, в декабре 2007 года одержал свою единственную победу на этапе Кубка мира, в эстафете. Кроме победы на сегодняшний день имеет на своём счету 1 попадание в тройку лучших на этапах Кубка мира, так же в эстафете. В личных соревнованиях не поднимался выше 7-го места. Лучшим достижением Шперля в общем итоговом зачёте Кубка мира является 73-е место в сезоне 2006-07.
На Олимпиаде-2002 в Солт-Лейк-Сити стартовал в трёх гонках: гонка преследования — 52-е место, 15 км — 45-е место, 50 км — 49-е место.
На Олимпиаде-2006 в Турине стал 35-м в гонке преследования и 27-е в гонке на 50 км.
На Олимпиаде-2010 в Ванкувере занял 43-е место в гонке на 15 км.
За свою карьеру принимал участие в четырёх чемпионатах мира, завоевал бронзу на чемпионате-2007 в командном спринте.
Использует лыжи производства фирмы Fischer, ботинки и крепления Salomon.